# Mychal Kendricks
Marvin Mychal-Christopher Kendricks (Fresno, 28 settembre 1990) è un giocatore di football americano statunitense che gioca nel ruolo di linebacker per i Seattle Seahawks della National Football League (NFL).

## Carriera professionistica

### Philadelphia Eagles
Il 27 aprile 2012, Kendriks fu scelto dai Philadelphia Eagles nel corso del secondo giro (46º assoluto) del Draft 2012. L'8 maggio, il giocatore giunse ad un accordo per un contratto quadriennale con la franchigia. Nella sua stagione da rookie disputò 15 partite, 14 delle quali come titolare, mettendo a segno 75 tackle, 1 sack e 9 passaggi deviati.
Il primo intercetto in carriera, Kendricks lo mise a segno nella settimana 5 della stagione 2013 su Eli Manning dei New York Giants e il secondo nella settimana 15 contro i Minnesota Vikings. Nell'ultima gara della stagione, gli Eagles affrontarono i Dallas Cowboys all'AT&T Stadium in una sfida che avrebbe visto la vincente aggiudicarsi la NFC East division e la perdente venire eliminata dalla corsa ai playoff. Kendricks fu decisivo guidando la squadra con 12 tackle, un intercetto e un fumble forzato, con gli Eagles che trionfarono tornando alla post-season dopo due stagioni di assenza.
Il 4 febbraio 2018 allo U.S. Bank Stadium di Minneapolis Kendricks partì come titolare nel Super Bowl LII vinto contro i New England Patriots per 41-33, il primo trionfo della storia della franchigia.

### Cleveland Browns
Kendricks firmò un contratto di un anno con i Cleveland Browns il 5 giugno 2018.
Kendricks fu svincolato dai Browns il 29 agosto 2018 dopo essere stato accusato di insider trading.

### Seattle Seahawks
Il 13 settembre 2018, Kendricks firmò un contratto di un anno con i Seattle Seahawks. Quattro giorni dopo disputò la prima gara come titolare per i Seahawks mettendo a segno 3 tackle e un sack contro i Chicago Bears al Soldier Field. Il 2 ottobre 2018, Kendricks fu sospeso a tempo indefinito dalla NFL per le accuse di insider trading. Il 30 ottobre 2018 gli fu comminata una sospensione di 8 partite. Tornò nel roster attivo il 2 dicembre 2018. Nella settimana 14 si ruppe una tibia, venendo inserito in lista infortunati il 12 dicembre 2018.
Il 13 marzo 2019, Kendricks firmò per un altro anno a 4 milioni di dollari con i Seahawks.
Nella settimana 4 contro gli Arizona Cardinals mise a segno 6 tackle e due sack sul quarterback rookie Kyler Murray nella vittoria per 27–10.
Nella settimana 8 contro gli Atlanta Falcons fece registrare un intercetto su Matt Schaub nella vittoria per 27–20, il suo primo con la maglia dei Seahawks.
Nella settimana 9 contro i Tampa Bay Buccaneers con un sack forzò un fumble su Jameis Winston che fu recuperato dal compagno Rasheem Green nella vittoria per 40-34. Nell'ultimo turno, Kendricks si ruppe il legamento crociato anteriore, perdendo tutti i playoff.

## Palmarès

### Franchigia
- Super Bowl : 1

Philadelphia Eagles: LII
- National Football Conference Championship: 1

Philadelphia Eagles: 2017